# Vidéo Femmes
Vidéo Femmes est un collectif de production, distribution et diffusion de films et vidéos réalisés par des femmes, qui s’est déployé dans la ville de Québec pendant quarante ans, de 1973 à 2015. Les réalisatrices Helen Doyle, Nicole Giguère et Hélène Roy en sont les fondatrices.

## Histoire

### La Femme et le film
Vidéo Femmes trouve ses origines à l’occasion de l’événement, Women and Film, premier festival de films et de vidéos réalisés par des femmes et inauguré pour la première fois au MoMA à New York en 1972 ,. Women and Film est organisé par la suite, dans onze villes canadiennes avec le soutien du Secrétariat d’État à la condition féminine. Sous les recommandations de Rock Demers, les organisatrices du festival à Toronto contactent Hélène Roy afin de coordonner le volet québécois et francophone de l’événement, qui prend place en juin 1973 à l’Université Laval. À la suite du succès du festival, Hélène Roy est contactée par Helen Doyle, une jeune artiste, passionnée par le cinéma. Par l'entremise de cette dernière, Nicole Giguère, travaillant à cette époque pour une radiophonie communautaire, rejoindra ce duo. Les trois femmes décident de collaborer pour diffuser et produire des œuvres sur support vidéo, plus accessible que le film d'un point de vue financier et technique,.
L’été suivant, Nicole Giguère et Helen Doyle couvrent la SuperFrancoFête pour la Télévision communautaire de Québec et réalisent dans ce cadre trois émissions sur des femmes. En parallèle, Hélène Roy met en place le projet Ciné-Vidéo-bus, qui donne l’occasion au groupe d’effectuer sa première tournée pour présenter à travers le Québec, dans des agglomérations éloignées de grands centres, des films et vidéogrammes réalisés par des femmes.
De retour à Québec à l’automne 1974, le trio s’installe dans un local sur la rue Saint-Jean et fonde officiellement le centre de production et de diffusion La Femme et le film, où se mêlent les préoccupations artistiques et sociales. Rapidement, les trois femmes organisent des ateliers d’initiation à la vidéo, notamment avec la collaboration de Ciné-Vidéobec, dans le Faubourg Saint-Jean-Baptiste, creuset des luttes populaires et des groupes communautaires. Ces formations les amènent à recruter des membres et à structurer ainsi le fonctionnement du centre.
Lors de l’Année internationale de la femme, décrétée par l’ONU en 1975, la première production du centre est réalisée par Nicole Giguère et Helen Doyle au salon de la femme de Québec : Philosophie de boudoir. Le trio voyage ensuite pendant un an, de Québec à Montréal, pour réaliser un documentaire sur la création théâtrale La nef des sorcières.Trois ans après la création du collectif, La Femme et le film inaugure son propre réseau de distribution.
En 1977, le collectif crée le Centre Populaire d’animation audiovisuelle de Québec, visant à favoriser l’accès à des équipements pour la production film et vidéo pour les groupes communautaires, et qui deviendra en 1986 La Bande Vidéo. Pour diffuser leurs productions, le collectif « La Femme et le film » crée par ailleurs la première édition du Festival de films et vidéos de femmes, qui durera pendant onze ans.
De trois réalisatrices, le collectif s'élargit à cinq puis à sept membres, tandis que quelques autres personnes se greffent temporairement à l'équipe lors des productions.
En 1978, grâce à l’Office franco-québécois pour la jeunesse, un stage en France, Féminisme et communications, initié par Michèle Pérusse qui s’est jointe à l’équipe, permet les premiers contacts avec l’Institut Simone de Beauvoir et le Festival de films de femmes de Créteil qui se poursuivront des années durant. (Sceaux),.
En 1979, Hélène Bourgault s’associe avec Helen Doyle pour la création d'un nouveau film. L’intention de départ des deux cinéastes était de parler des femmes et de la tendresse. Après le témoignage du viol d’une amie, les deux vidéastes changèrent le sujet de leur film pour dénoncer les nombreux viols souvent tabous à cette époque. Le film, Chaperons rouges, eut un tel retentissement qu'il fut diffusé et distribué à l'étranger sur support 16mm. Les cinéastes ajoutèrent, dans cet essai vidéo, une performance dansée de Christiane Vien, accompagnant les témoignages des victimes.
La même année, La Femme et le film devient Vidéo Femmes.

### Les débuts de Vidéo Femmes
Au début des années 1980, l’équipe a déjà réalisé et produit une quinzaine de vidéos portant sur la condition des femmes et assure la distribution d’une cinquantaine d’autres œuvres réalisées par d’autres groupes ou artistes,. Le collectif emménage au 10, rue Mac Mahon, dans le Vieux Québec ; Lise Bonenfant rejoint l’équipe en 1981, bientôt suivie par Johanne Fournier, Louise Giguère, Lynda Roy et Françoise Dugré. Helen Doyle choisit de se consacrer à ses projets personnels. Les réalisatrices abordent des sujets dont personne ne parle à l'époque : violence, santé mentale, (C'est pas le pays des merveilles, Helen Doyle et Nicole Giguère, 1981), harcèlement sexuel,(Tous les jours, tous les jours, tous les jours..., Johanne Fournier et Nicole Giguère, l982), femmes en prison, (C’est pas parce que c’est un château qu’on est des princesses, Lise Bonenfant et Louise Giguère, l983), femmes artistes (On fait toutes du show business, Nicole Giguère, 1984)SIDA (Le sida au féminin, Lise Bonenfant et Marie Fortin, 1989),femmes autochtones (Montagnaises de parole, Johanne Fournier, 1992). Le groupe fait ses premiers pas dans la fiction (Le sourire d’une parfumeuse, Françoise Dugré et Johanne Fournier, 1986),Demain la cinquantaine, Hélène Roy, 1986)explore tout autant le langage documentaire que la recherche purement formelle et l’expérimentation technologique. Un certain nombre de vidéos d’art et de films musicaux voient le jour: (Histoire infâme, Nicole Giguère, l987).
La notoriété aidant, le réseau de distribution s’étend, en plus des groupes communautaires, aux écoles, universités, syndicats, festivals de films et vidéos. Une équipe est entièrement destinée à la distribution dans les locaux plus grands du 56 de la rue Saint-Pierre. Des fiches techniques et des guides d’animation pour les documentaires majeurs sont produits et un certain nombre de titres bénéficient de version anglaise et espagnole.Aux documentaires phare des membres de l’équipe, les œuvres d’autres réalisatrices du Québec et d’ailleurs s’ajoutent au différentes éditions du répertoire. 
Des tournées dans plusieurs régions du Québec sont organisées périodiquement. Des missions dans divers pays(Colombie, Argentine, Japon, France) pour donner des ateliers, en suivre, présenter les œuvres dans les festivals, continuent d’entretenir les rapports avec d’autres femmes cinéastes. La rencontre de Vidéo Femmes avec la chanteuse Sylvie Tremblay et la troupe de théâtre Les Folles Alliées,ouvre la porte à de nombreuses collaborations. Un certain nombre de membres de l’équipe fondent le groupe de musique Pink Power. À la fin des années ’80, le centre déménage au 700, rue du roi, dans le quartier Saint-Roch.

### Le festival des filles des vues
De 1977 à 1988, Vidéo Femmes organise le Festival de films et vidéos de femmes devenu Festival des filles de vues. Tremplin pour lancer les productions des réalisatrices de Vidéo Femmes, il est le plus ancien festival de films de femmes au monde ouvert aux réalisatrices du Québec, du Canada et de l’étranger,. Après s’être promené à divers endroits dans la ville de Québec, le festival trouve en 1984 son port d’attache à la toute nouvelle Bibliothèque Gabrielle-Roy, située dans le quartier Saint-Roch. On y célèbre les 10 ans de Vidéo Femmes avec La Vidéo Fameuse fête,, qui se termine avec une soirée de cabaret-théâtre, Le Cabaret des folles alliées. En plus des films et des vidéos, ce lieu permet d’offrir au public des performances d’artistes invitées et de déployer diverses déclinaisons de l’utilisation de l’image vidéo. À la fin de la onzième édition, en 1988, les organisatrices annoncent que, faute de soutien financier adéquat, le festival tire sa révérence. Fidèles à leurs principes, les organisatrices - qui sont alors Lise Bonenfant, Johanne Fournier et Hélène Roy - refusent notamment de rendre leur événement compétitif comme le leur suggère Téléfilm Canada,.
Le festival Les filles de vues a donné lieu aux onze éditions suivantes :
- 1re édition : 1978.
- 2e édition : les 5, 6 et 7 mars 1979, Salle des Chevaliers de Colomb, Québec[29].
- 3e édition : 1980, Théâtre de la Bordée, Québec.
- 4e édition : du 11 au 16 mars 1981, Salle de projection de l'ONF, Québec[37].
- 5e édition : du 10 au 14 mars 1982, Salle de projection de l’ONF, Québec. Une trentaine de vidéos et films sont diffusés à cette occasion[38],[39].
- 6e édition : 1983, Salle de projection de l’ONF.
- 7e édition : du 22 au 26 février 1984, Bibliothèque Gabrielle Roy, Québec[33].
- 8e édition : À partir du 21 février 1985, Bibliothèque Gabrielle Roy, Québec.
- 9e édition : du 12 au 16 mars 1986, Bibliothèque Gabrielle Roy, Québec. Pays invité : la Colombie[30],[40].
- 10e édition : 1987, Pays invité : le Japon.
- 11e édition : 1988, Bibliothèque Gabrielle Roy, Québec. Pays invité : la France.

Hèlène Roy fonde en 1991 avec Nicole Bonenfant une biennale, La Mondiale de films et vidéos réalisés par des femmes, corporation indépendante de Vidéo Femmes, qui continuera, le temps de deux éditions, à présenter à Québec le cinéma des femmes de tous les pays.

### De Vidéo Femmes à Spira
En 1993, Vidéo Femmes célèbre son vingtième anniversaire et reçoit des hommages en France: Ciné Femmes, à Nantes, présente plusieurs productions récentes et une rétrospective du travail de Lise Bonenfant alors qu’une sélection de trente titres et du lancement de Montagnaises de parole de Johanne Fournier a lieu au Festival du cinéma québécois de Blois.
La plupart des réalisatrices des premiers temps ont quitté Vidéo Femmes pour poursuivre leur carrière dans d’autres villes mais gardent des liens avec les équipes en place,.Désormais au 291 de la rue Saint-Vallier, toujours dans le quartier Saint-Roch, le centre est à un tournant. En 1995, on instaure une nouvelle structure de fonctionnement avec une direction générale qui chapeaute les activités de production, du centre d’artistes et de la distribution,. Grâce aux laboratoires de création initiés par Lynda Roy à partir de l997, une nouvelle génération de réalisatrices succède bientôt à celle des fondatrices: les Martine Asselin, Anne-Marie Bouchard, Catherine Genest, Catherine Lachance, Josiane Lapointe, Lisa Sfriso, Catherine Veaux-Logeat, Pauline Voisard et d’autres mènent Vidéo Femmes à ses trente ans en 2003.
Plusieurs productions dont certaines pour la télévision voient le jour et remportent des prix. Des compilations de court-métrage sont éditées. En 2005, le documentaire Un toit, un droit, réalisé par le collectif Parenthèses (Martine Asselin, Marco Dubé, François Mercier, François Perreault, Lisa Sfriso) est coproduit avec l'Office national du film du Canada. Ce film, qui aborde la question du droit au logement, connait un certain retentissement.
En juin 2014, le Répertoire de Vidéo Femmes compte plus de 460 œuvres.
Une nouvelle vague de départs vers Montréal et des problèmes de gestion entraînent des ennuis financiers et une désorganisation des équipes. Un mariage avec la coopérative de cinéma indépendant Spirafilm de Québec est envisagé. Le comité de transition s’assure que la nouvelle organisation intégrera la parité entre les hommes et les femmes dans ses productions et son fonctionnement. La fusion est réalisée à l’aube des quarante ans, en février 2015. La nouvelle entité, Spira, devient ainsi dépositaire de l’histoire et du riche catalogue de Vidéo Femmes.

## Artistes ayant été actives à Vidéo Femmes
- Geneviève Allard
- Martine Asselin
- Émilie Baillargeon
- Martine Beaurivage
- Josée Bélanger
- Lise Bonenfant
- Anne-Marie Bouchard
- Isabelle de Blois
- Annie Deniel
- Françoise Dugré
- Helen Doyle
- Johanne Fournier
- Myriam Fougère
- Suzie Genest
- Ginette Gosselin
- Louise Giguère
- Nicole Giguère
- Élaine Hamel
- Catherine Lachance
- Josiane Lapointe
- Brigitte Lebrasseur
- Karine Lepp
- Lyne L'Italien
- Michèle Pérusse
- Francine Plante
- Rozenn Potin
- Hélène Roy
- Lynda Roy
- Nathalie Roy
- Catherine Thériault
- Sylvie Tremblay
- Lisa Sfriso
- Catherine Veaux-Logeat
- Pauline Voisard
- Christiane Caron

- Naila Drapeau

### Filmographie
- Les dames aux caméras, Stella Goulet, 1994, documentaire portant sur les 20 ans de Vidéo Femmes.
- Vidéo Femmes par Vidéo Femmes, Nicole Giguère et Lynda Roy, 1984, documentaire sur Vidéo Femmes, 68 min
- La vidéo à part et ... entière, Une série de treize émissions co-produite par Vidéo Femmes et Télécom 9 à Québec, animée par Marie-Michèle Cron diffusée en 1999..